# Korpsånd
 Der er for få eller ingen kildehenvisninger i denne artikel, hvilket er et problem. Du kan hjælpe ved at angive troværdige kilder til de påstande, som fremføres i artiklen.

Korpsånd betegner følelsen af samhørighed og viljen til at sætte fællesskabet og den enhed man indgår i, højere end de individuelle interesser. Den udtrykkes gerne gennem selvsikkerhed, positivitet, disciplin og villighed til at udføre tildelte opgaver.
Begrebet er specielt relevant i forhold til militære enheder. Siden Carl von Clausewitz efter napoleonskrigene skrev Vom Kriege (Om krig), anses opretholdelse af korpsånden som et af de fundamentale principper i krig, mens sir Basil Liddell Hart beskrev det endnu mere fundamentalt:
Korpsånd kan defineres på mange måder og er blevet det gennem tiderne, Boyt med fl. har defineret korpsånd således:
”Korpsånd er en psykologisk tilstand og skabes i individet, det deles med andre i form af følelser, værdier og overbevisninger, som entusiasme, vilje, dedikation, ånd eller hengivenhed mod en fælles sag eller et fælles mål og kan manifestere sig som et stærkt ønske om at nå fælles mål selv med udsigt til fjendtlighed” (Boyt, Lusch og Mejza, 2005, 689)
Begrebet har været i brug siden 1700 tallet og har sin oprindelse fra det franske "Esprit de corps".
Der er væsentlige forskningsbidrag på feltet, der viser en sammenhæng mellem at levere på kamppladsen og korpsånd.
Til trods for korpsåndens uhåndgribelige natur, så kan den blive påvirket af faktorer som løn, mad og fysisk beskyttelse.
I psykologisk krigsførelse kan det være et mål, at nedbryde fjendens korpsånd eller kampmoral.
I Christian Jungersens bog Undtagelsen beskrives en lang række eksempler på de handlinger, som begrebet korpsånd har påført menneskeheden, når lederens mål ikke er sammenfaldende med samfundets mål.